# Brugs Tarwebier
Brugs Tarwebier, voorheen ook Brugs en Brugs Witbier genoemd, is een Belgisch bier. Het is een Belgisch witbier met een alcoholvolumegehalte van 5%.

## Historiek
In 1983 was Brugs Tarwebier het eerste bier dat Paul Vanneste brouwde in zijn Brouwerij De Gouden Boom in Brugge. Vanaf 1994 begon Alken-Maes het witbier te verdelen, in plaats van het Dentergems. Alken-Maes kocht het merk in 2000 over, met het oog op een internationale positionering. De productie bleef in Brugge. De naam Brugs Tarwebier of, in het Frans, Blanche de Bruges, werd vervangen door het kortere en eenvormige "Brugs".
Na de overname in 2003 en sluiting in 2004 van De Gouden Boom door Palm Breweries verhuisde de productie naar Steenhuffel. Later werd het gebrouwen in de industriële brouwerij van Alken-Maes. 
In 2019 werden de productie en commercialisatie overgenomen door de Brugse Brouwerij De Halve Maan, die het recept opnieuw bijstuurde, meer in de richting van het origineel, en de naam weer wijzigde in "Brugs Tarwebier".